# Evelin Groß

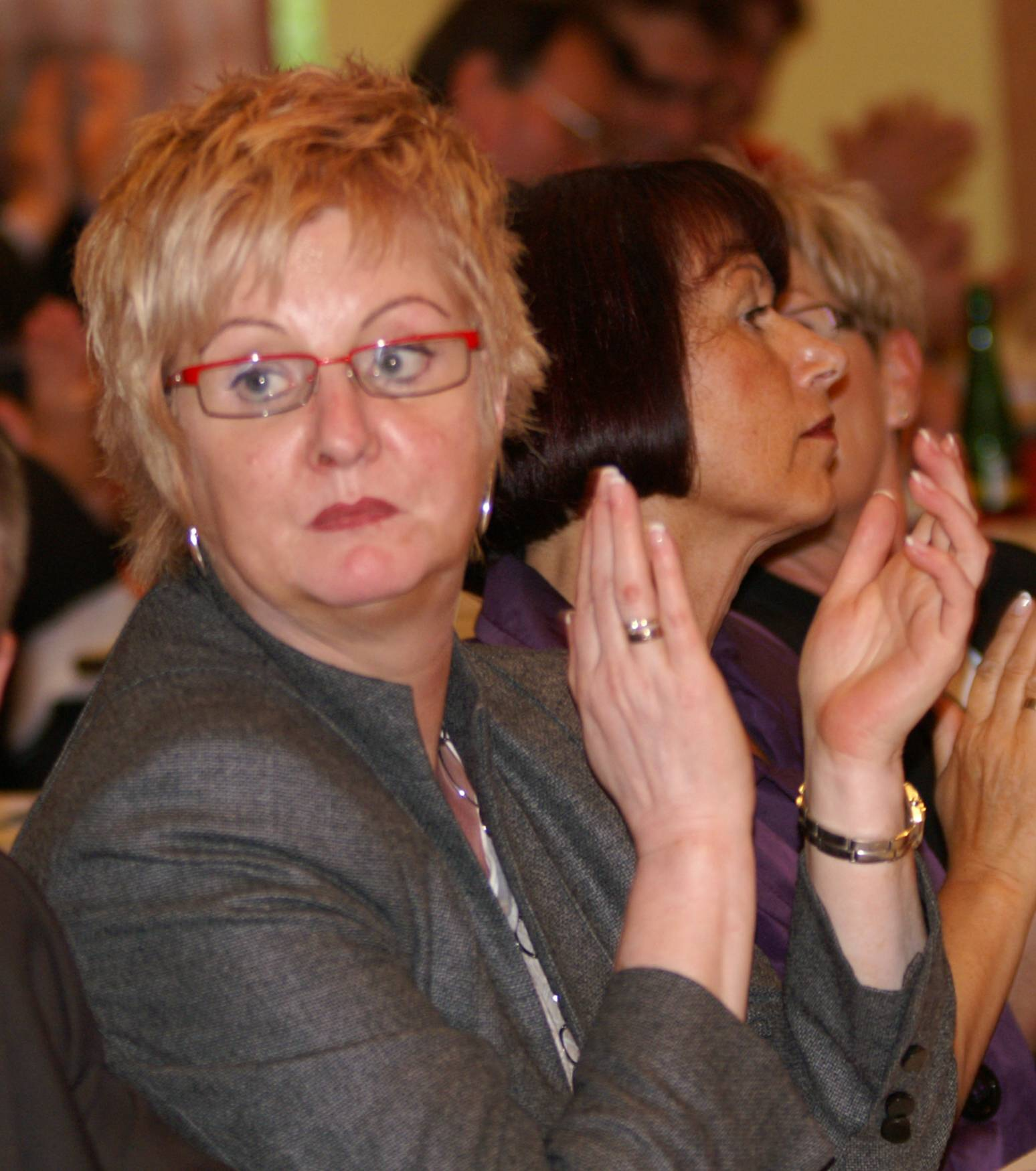
Evelin Groß, 2009

Evelin Groß (* 12. November 1958 in Eisenach) ist eine deutsche Politikerin (CDU) und war von 1999 bis 2009 sowie von 2012 bis 2014 Mitglied des Thüringer Landtags. Von 2010 bis 2012 war sie stellvertretendes Mitglied am Thüringer Verfassungsgerichtshof.

## Ausbildung und Beruf
Evelin Groß nahm nach dem Abitur am heutigen Salzmanngymnasium im Jahr 1977 ein Pädagogikstudium auf, musste dieses aber bereits 1978 aus gesundheitlichen Gründen aufgeben. Danach arbeitete sie als Facharbeiter als Kellner. Sie ist Absolventin eines Studiums der sozialistischen Betriebswirtschaft.

## Politik
1982 trat sie in die CDU der DDR ein. Nach der Wende übernahm sie in der CDU eine Reihe von Vorstandsämtern, so ist sie Ortsverbandsvorsitzende des CDU-Ortsverbandes Mechterstädt, seit 1996 Stellvertretende Kreisvorsitzende und seit November 2006 Kreisvorsitzende der CDU Gotha und seit 1996 Beisitzer im CDU-Landesvorstand Thüringen. Im November 2010 verlor sie in einer Kampfabstimmung ihr Amt als CDU-Kreisvorsitzende. 
Von 1990 bis 1994 war sie Hauptamtliche Bürgermeisterin und danach 1994 bis 2002 Ehrenamtliche Bürgermeisterin der Gemeinde Mechterstädt. Zwischen 1994 und 1999 wirkte sie als Vorsitzende der Gemeinschaftsversammlung der Verwaltungsgemeinschaft “Hörsel” in Fröttstädt und war seit 1994 Mitglied des Kreistages in Gotha, wo sie noch heute stellvertretende Fraktionsvorsitzende der CDU-Fraktion ist. Die Politikerin hat ein Mandat im Gemeinderat von Hörsel (Stand: März 2021)
1999 wurde sie als Direktkandidatin für den Wahlkreis Gotha II in den Thüringer Landtag gewählt. Im Landtag war sie seit 1999 Stellvertretende Fraktionsvorsitzende der CDU im Thüringer Landtag, Mitglied des Ältestenrats des Thüringer Landtags und im Innenausschuss des Thüringer Landtags. Seit 2004 war sie zudem Vorsitzende des Innenausschusses des Thüringer Landtages. Nach der Landtagswahl 2009 schied sie aus dem Landtag aus, da sie bei der Direktkandidatur in ihrem Wahlkreis deutlich gegen Matthias Hey (SPD) unterlegen war. Auch ihr 10. Platz auf der CDU-Landesliste hatte nicht zur Wiederwahl gereicht.
Zum 1. Juli 2012 zog Groß erneut in den Thüringer Landtag ein. Sie rückte für den ausgeschiedenen Abgeordneten Klaus Zeh nach, welcher am 6. Mai 2012 zum Oberbürgermeister der Stadt Nordhausen gewählt wurde. Bei der Landtagswahl 2014 schied sie erneut aus dem Landtag aus, da sie in ihrem Wahlkreis abermals gegen Matthias Hey verlor und auch ihr 18. Platz auf der Landesliste nicht zur Wiederwahl ausreichte.
Seit 2014 wurde die Politikerin mehrmals zur Landesvorsitzenden der Frauen-Union Thüringens gewählt. Im März 2021 wurde Marion Rosin ihre Nachfolgerin.
Von Januar 2015 bis März 2020 war Groß Landesgeschäftsführerin der CDU Thüringen.
Seit 2005 war sie Mitglied der Enquête-Kommission Zukunftsfähige Verwaltungsgemeinden, Gebiets- und Kreisgebietsstrukturen in Thüringen und Neuordnung der Aufgabenverteilung zwischen Land und Kommunen.

## Sonstige Ämter
Ehrenamtlich engagiert sie sich für den Bodelschwingh-Hof Mechterstädt e.V. Sie ist seit 2002 Stiftungsratsmitglied der Stiftung Ehrenamt des Freistaats Thüringen.
Von 2010 bis 2012 war sie stellvertretendes Mitglied am Thüringer Verfassungsgerichtshof.

## Privatleben
Evelin Groß ist evangelisch, verheiratet und hat zwei Kinder. 